# Jacques-Germain Soufflot

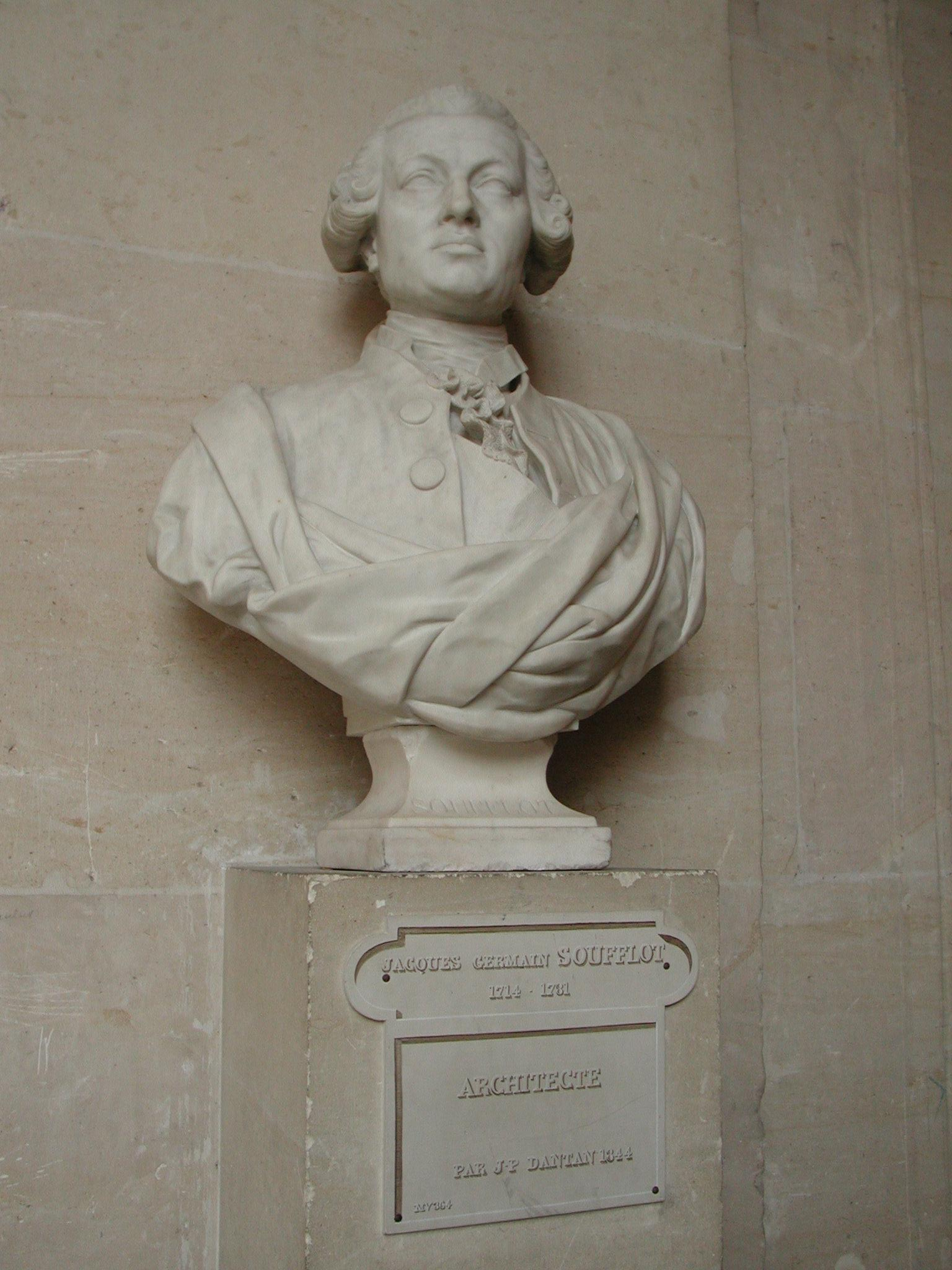
Bust de Soufflot

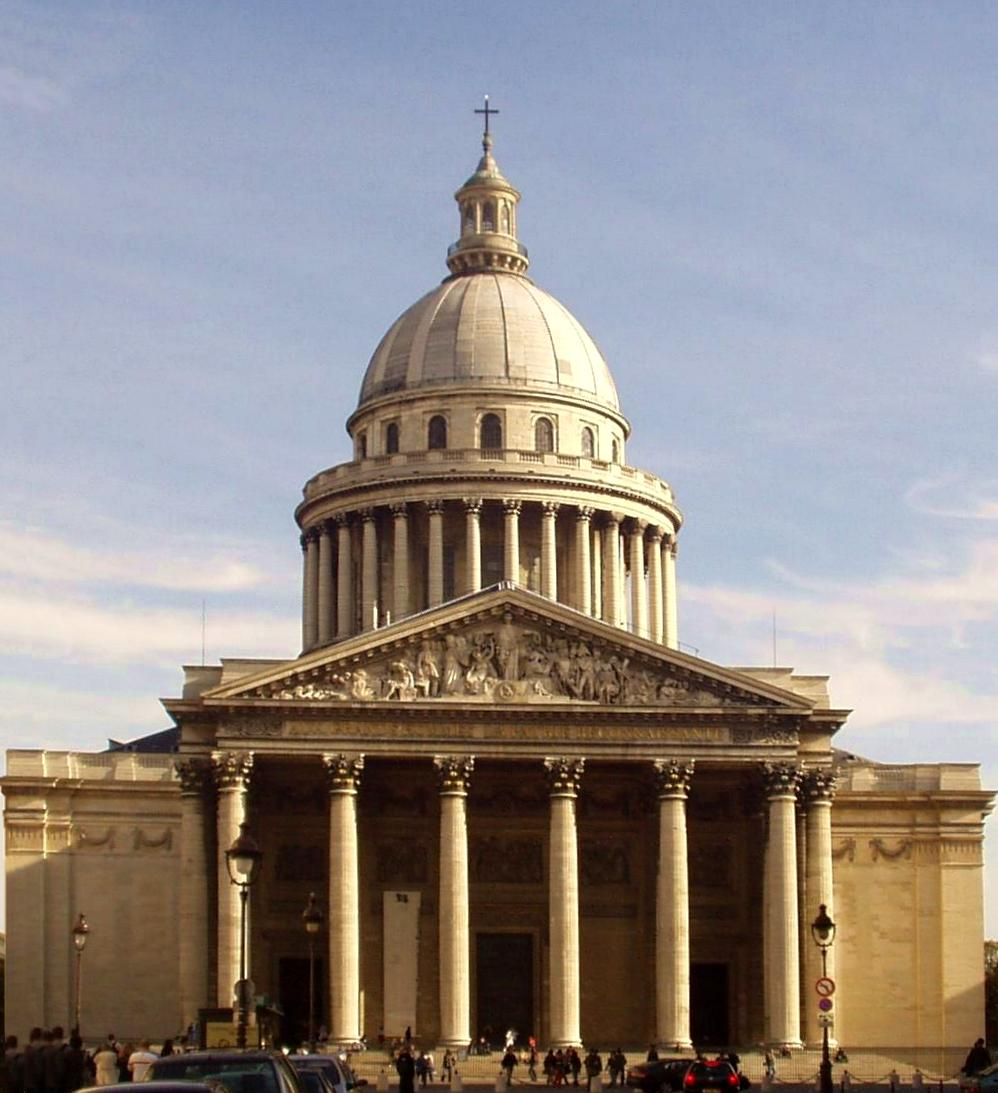
El Pantéo de París

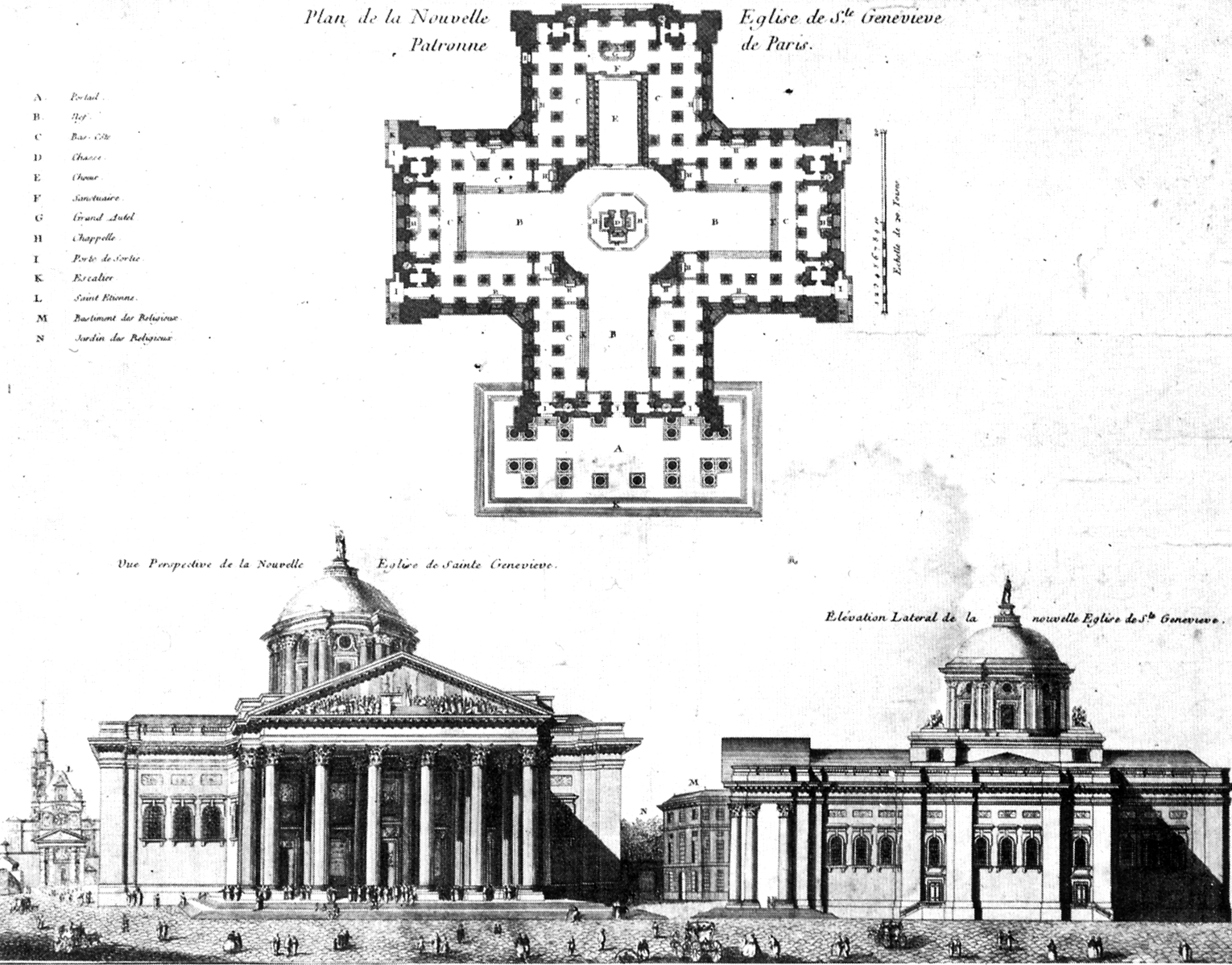
Primer projecte per a Santa Genoveva (Panteó)

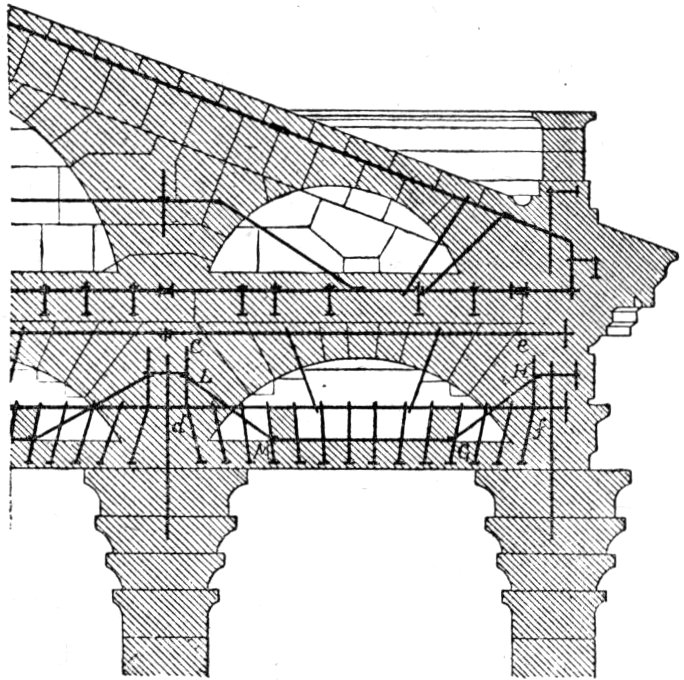
Exemple de l'ús de la pedra armada en el Panteó

Jacques-Germain Soufflot (Irancy, Borgonya, 22 de juliol de 1713 — París, 29 d'agost de 1780), va ser un arquitecte francès. Després d'haver deixat la llar, a l'edat de 19 anys, contra el consell dels seus pares, va estudiar l'Antiguitat així com les obres de Palladio a Itàlia, en la Vila Mèdicis, de 1731 a 1738. Acabada la seva formació es va instal·lar llavors a Lió on va realitzar principalment la Loge de Change i l'hôtel Dieu. El 1747, Soufflot va presentar una memòria sobre l'arquitectura gòtica, tema que comptava amb pocs adeptes en l'època. Va fer després un nou viatge a Itàlia en companyia d'Abel-François Poisson de Vandières, marquès de Marigny i després va tornar a Lió, el 1751, per a realitzar el teatre del barri de Saint-Clair.
Es va establir definitivament a París el 1754, a petició de Marigny, convertit en el seu protector, que li va confiar la construcció del seu palauet particular (actualment destruït). Nomenat superintendent dels edificis del rei, el Marquès de Marigny va nomenar Soufflot «Contrôleur des bâtiments du Roi» i el va fer admetre en la primera classe de la «Académie royale d'arquitectura» de París, va ser distingit com cavaller de l'ordre de Saint-Michel i li va nomenar director de la Fàbrica de manufactures dels Gobelins.
Soufflot va ser igualment convocat a reflexionar sobre la renovació del Louvre i va formular algunes propostes que no va tenir temps de posar en pràctica. La seva obra més coneguda és l'Església de Sainte-Geneviève de París (que li va ser encarregada pel marquès de Marigny), nomenat Panteó de París des de 1791, i on descansa des de 1829. Soufflot ha estat un dels principals artesans de la tornada al «grand goût» en els anys 1750, moviment que s'oposava a l'«art rocaille» (rococó). La seva arquitectura reprèn els principis de l'arquitectura gòtica adaptats a un vocabulari antic i clàssic comparable al de Claude Perrault (arquitectes de la columnata del Louvre).